# EFL Championship
English Football League Championship, kallad Sky Bet Championship av sponsorskäl men oftast bara kallad The Championship, är en nationell professionell fotbollsdivision i England. Den är den näst högsta divisionen i det engelska ligasystemet, under Premier League, och den högsta divisionen i English Football League (EFL).
Divisionen fick namnet The Championship 2004. Närmast dessförinnan hette den näst högsta divisionen i England First Division och ännu längre tillbaka i tiden (fram till 1992) Second Division.
Divisionen består av 24 klubbar där alla klubbar möter varandra två gånger, en hemmamatch och en bortamatch. De två bästa klubbarna blir vid säsongens slut direktuppflyttade till Premier League, och klubbarna på plats tre till sex möts i ett uppflyttningsslutspel där trean möter sexan (hemma och borta) och fyran möter femman på samma sätt, och där vinnarna av dessa båda matchserier går till en slutspelsfinal på Wembley Stadium. Vinnaren av slutspelsfinalen flyttas upp till Premier League.
De tre sämst placerade klubbarna vid säsongens slut, det vill säga tabellpositionerna 22–24, flyttas ned till EFL League One.
Fram till säsongen 2016/17 hette English Football League endast The Football League. The Championship kallades då också för Football League Championship.

## Mästare
Nedan följer en lista med mästare och uppflyttade klubbar per säsong:
| Säsong  | Mästare (antal titlar)      | Tvåa                   | Playoffvinnare      |
| ------- | --------------------------- | ---------------------- | ------------------- |
| 2004/05 | Sunderland                  | Wigan Athletic         | West Ham United     |
| 2005/06 | Reading                     | Sheffield United       | Watford             |
| 2006/07 | Sunderland (2)              | Birmingham City        | Derby County        |
| 2007/08 | West Bromwich Albion        | Stoke City             | Hull City           |
| 2008/09 | Wolverhampton Wanderers     | Birmingham City        | Burnley             |
| 2009/10 | Newcastle United            | West Bromwich Albion   | Blackpool           |
| 2010/11 | Queens Park Rangers         | Norwich City           | Swansea City        |
| 2011/12 | Reading (2)                 | Southampton            | West Ham United     |
| 2012/13 | Cardiff City                | Hull City              | Crystal Palace      |
| 2013/14 | Leicester City              | Burnley                | Queens Park Rangers |
| 2014/15 | Bournemouth                 | Watford                | Norwich City        |
| 2015/16 | Burnley                     | Middlesbrough          | Hull City           |
| 2016/17 | Newcastle United (2)        | Brighton & Hove Albion | Huddersfield Town   |
| 2017/18 | Wolverhampton Wanderers (2) | Cardiff City           | Fulham              |
| 2018/19 | Norwich City                | Sheffield United       | Aston Villa         |
| 2019/20 | Leeds United                | West Bromwich Albion   | Fulham              |
| 2020/21 | Norwich City (2)            | Watford                | Brentford           |
| 2021/22 | Fulham                      | Bournemouth            | Nottingham Forest   |
| 2022/23 | Burnley (2)                 | Sheffield United       | Luton Town          |
| 2023/24 | Leicester City (2)          | Ipswich Town           | Southampton         |